# Wilhelm Jung (Mediziner)
Paul August Wilhelm Jung (* 1830 in Potsdam; † 6. Juni 1908 in Liegnitz) war ein deutscher Psychiater und Direktor der schlesischen Irren-Heilanstalt in Leubus.

## Leben und Wirken
Jung studierte Medizin in Berlin, wo er 1853 promovierte. Er wurde als praktischer Arzt, Wundarzt und Geburtshelfer approbiert und arbeitete 1858/59 als Arzt der Irrenabteilung an der Diakonissenanstalt in Kaiserswerth. Hier legte er die Prüfung zum Physikat ab und ging zunächst als dritter Arzt an die Provinzial-Irren-Heilanstalt Leubus unter Moritz Martini. Zu dieser Zeit befand sich die Anstalt Leubus im ehemaligen Kloster Leubus und verfügte im Konventgebäude über 170 Betten der sogenannten öffentlichen Heilanstalt und in der Prälatur weitere 44 der „Pensions-Anstalt“ für wohlhabende Kranke.
Nach Martinis Rücktritt übernahm Jung 1873 die Direktion der Anstalt. Er schaffte die Zwangsbehandlung ab und gründete 1875 den Schlesischen Hilfsverein für Geisteskranke. Im selben Jahr begann er mit einem „Psychiatrischen Kurs für Studierende“ in der Anstalt. Jung wurde zum Sanitätsrat ernannt und trat 1884 zurück. Sein Nachfolger wurde Wilhelm Alter senior.

## Schriften
- De necrosi. Diss. med. Berlin 1853.
- Untersuchungen über die Erblichkeit der Seelenstörungen. In: Allg. Zeitschrift f. Psychiatrie 21 (1864), S. 534–653.
- Noch einige Untersuchungen über die Erblichkeit der Seelenstörungen. In: Allg. Zeitschrift f. Psychiatrie 23 (1866), S. 211–257.
- Die Entwicklung des Irrenwesens in Schlesien im Allgemeinen und der Irrenheilanstalt Leubus im Besonderen nebst statistischen Ergebnissen daraus und ihren Folgerungen. In: Allg. Zeitschrift f. Psychiatrie 38 (1882), S. 355–368.
- Ueber die Verrücktheit. In: Allg. Zeitschrift f. Psychiatrie 38 (1882), S. 561–576.